# Spartacus Budapest
Lo Spartacus Budapest è una squadra di pallamano maschile ungherese con sede a Budapest.

## Palmarès

### Titoli nazionali
- Campionato ungherese: 5
1959, 1960, 1961, 1962, 1973.